# Lucien Pasteur
Lucien Pasteur (Ginevra, 30 settembre 1921 – 9 maggio 1980) è stato un calciatore svizzero, di ruolo centrocampista.

## Carriera

### Club
Ha sempre giocato nel campionato svizzero.

### Nazionale
Ha collezionato 8 presenze con la propria Nazionale.